# Tratado de San Ildefonso (1796)

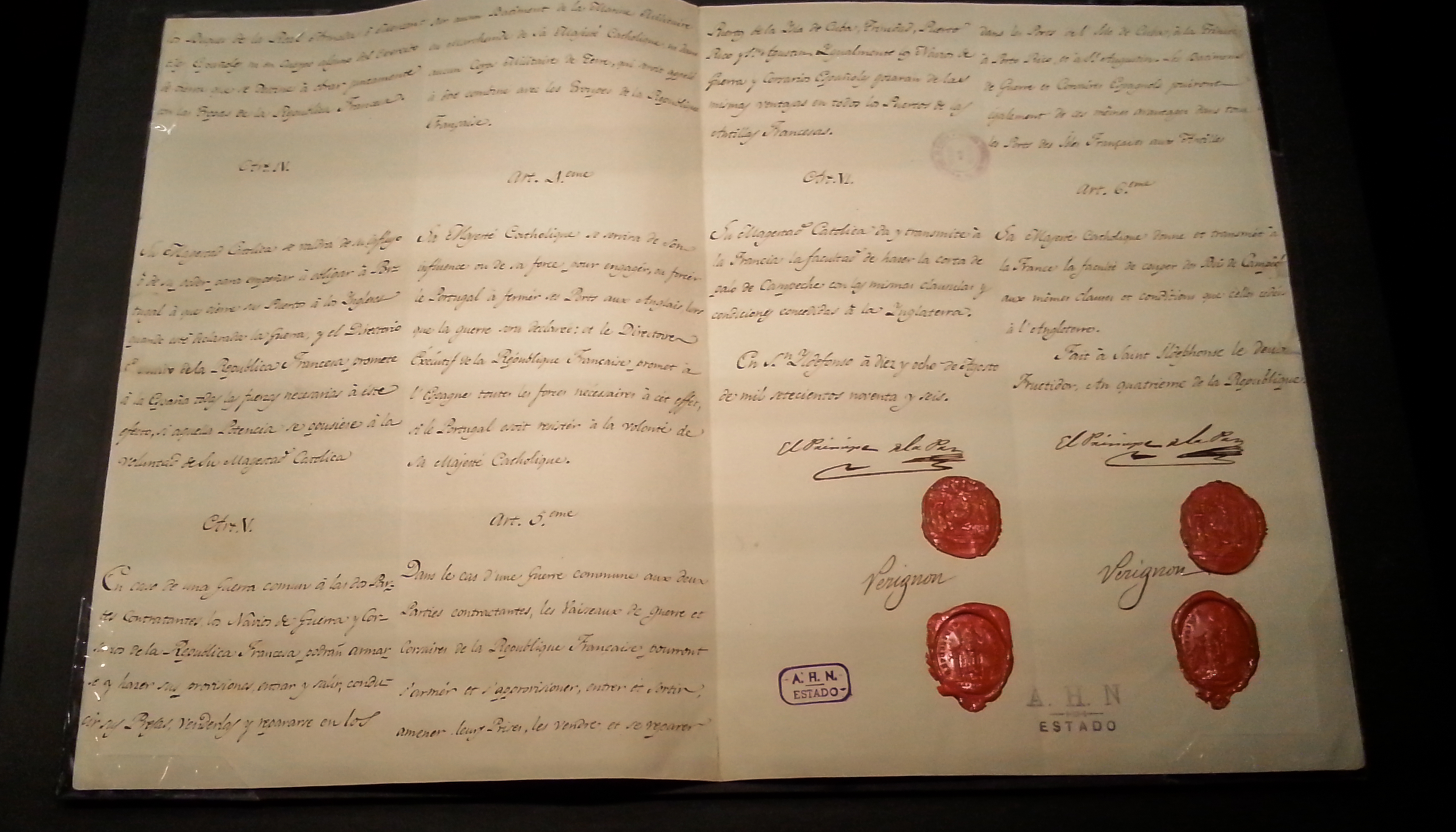
Tratado de San Ildefonso. Exposición Fragata Mercedes, (2015). Museo Arqueológico de Alicante.

El tratado de San Ildefonso de 1796 fue una alianza militar firmada entre España y Francia en 1796, estando Francia embarcada en las guerras de su etapa revolucionaria. Según los términos del acuerdo, ambos Estados convenían en mantener una política militar conjunta frente a Reino Unido, que en esos momentos amenazaba a la flota española en sus viajes a América.

## Contexto
Tras la firma en 1795 de la Paz de Basilea, por la cual se puso fin a la guerra hispano-francesa del Rosellón (1793-1795), ambos países decidieron unir sus fuerzas contra el Reino de Gran Bretaña, enemigo común: Francia se encontraba en guerra contra la Primera Coalición, unión de varios países entre los que Reino Unido era la principal potencia, mientras que España era objetivo de la flota militar británica en las colonias americanas.

## Acuerdos
Manuel Godoy, en nombre de Carlos IV de España, y el general Catherine-Dominique de Pérignon, enviado por el Directorio francés, ajustaron el tratado el 18 de agosto de 1796 en el Palacio Real de La Granja de San Ildefonso. Los principales puntos acordados fueron los siguientes:
- Habría entre ambos países una alianza militar ofensiva y defensiva.
- A requerimiento de cualquiera de las partes firmantes, la otra la socorrería en el plazo de tres meses con una flota de quince navíos de línea, seis fragatas y cuatro corbetas, todos ellos debidamente armados y avituallados. A esta armada se añadirían fuerzas de tierra de 18 000 soldados de infantería, 6000 de caballería y artillería en proporción.
- El mantenimiento de estas fuerzas correría por cuenta del país al que pertenecieran.
- En caso de guerra de común acuerdo, ambas potencias unirían todas sus fuerzas militares y actuarían según una política conjunta.